# Cyclisch nucleotide

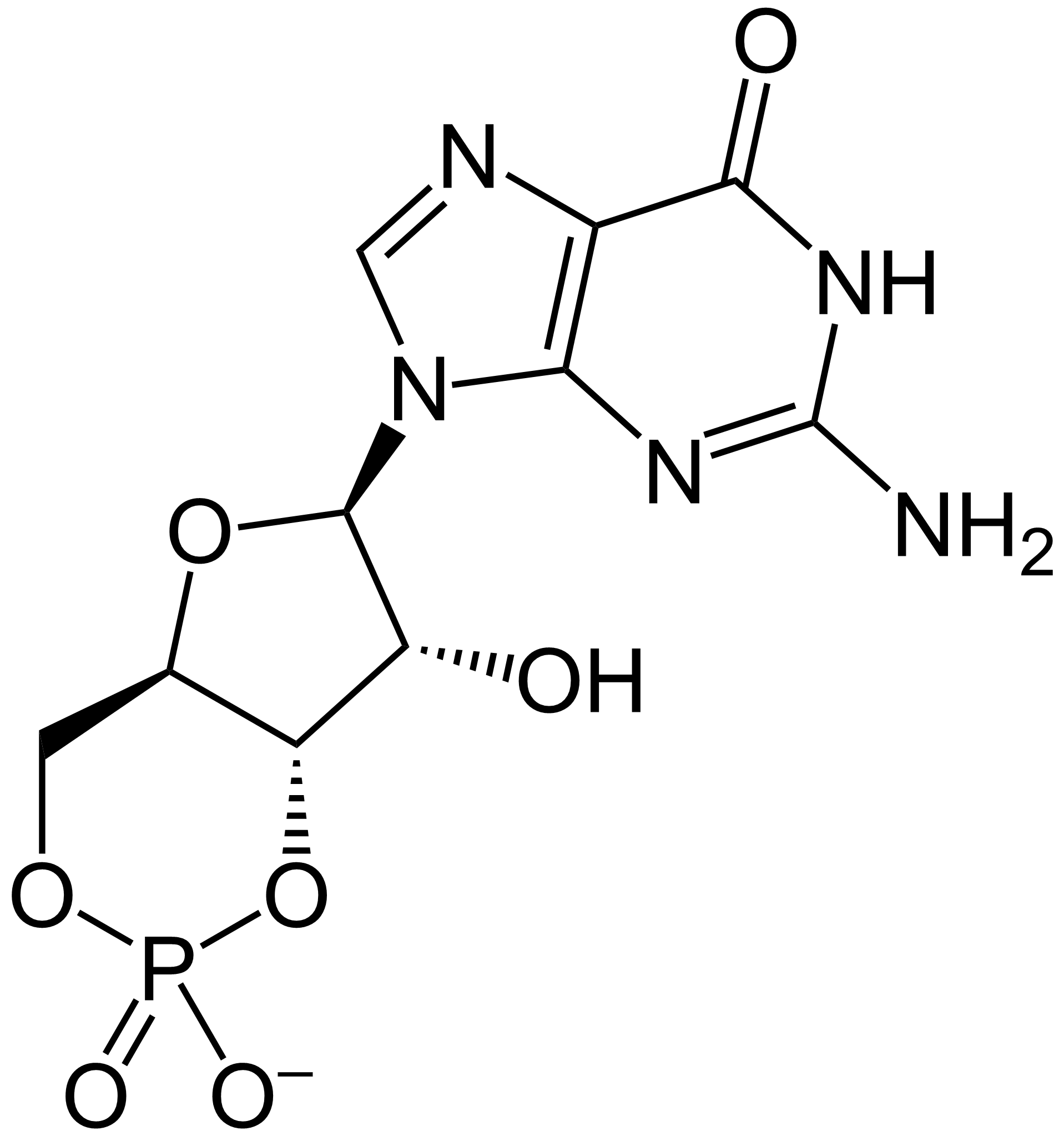
Structuurformule van cyclisch guanosinemonofosfaat (cGMP).

Een cyclisch nucleotide is een nucleotide waarvan de fosfaatgroep is veresterd met 2 hydroxylgroepen van de suikerfunctie. Hierdoor ontstaat een extra ringstructuur. De bekendste structuur is het cyclisch adenosinemonofosfaat of cAMP, die als een soort boodschappermolecule tal van belangrijke biochemische functies uitoefent.